# Wario Land: The Shake Dimension
Wario Land: The Shake Dimension (jap. ワリオランドシェイク) – szósta gra z serii Wario Land, która swój debiut miała w 1993 r. na przenośnej konsoli Game Boy. Gra została stworzona w 2008 r. przez japońskie studio Good-Feel. Animowane przerywniki wykonało studio Production IG. Jest to pierwsza gra z serii, w której grafika jest w całości ręcznie rysowana.

## Rozgrywka
Wario Land: The Shake Dimension podzielono na pięć kontynentów, każdy kontynent składa się z sześciu poziomów (cztery standardowe i dwa ukryte) oraz walki z bossem.